# Cunerakerk (Rhenen)
De Cunerakerk is de voornaamste kerk van Rhenen. Het is een relatief grote kerk, ontstaan dankzij het feit dat Rhenen in de Middeleeuwen een belangrijk bedevaartsoord was. De pelgrims kwamen op de relieken van de Heilige Cunera af, die hier vanaf de achtste eeuw werden vereerd. De trots van de kerk is de 81,8 meter hoge toren.

## Geschiedenis
De eerste kerk op deze plaats, gewijd aan Petrus, moet vóór de elfde eeuw gesticht zijn. In de elfde eeuw moet de kerk aan Cunera gewijd zijn, van wie een legende verhaalt dat zij aan het hof van ene koning Radboud te Rhenen vertoefd had. Van de tegenwoordige kerk dateren het eenbeukige koor en het dwarsschip uit de eerste helft van de vijftiende eeuw, het schip is in de tweede helft van die eeuw sterk vergroot tot een driebeukige hallenkerk.
De toren werd van 1492 tot 1531 gebouwd en is, evenals de verwante de Onze Lieve Vrouwetoren in Amersfoort, een vrije navolging van de Domtoren in Utrecht. Hij kan doorgaan voor een van de mooiste laatgotische scheppingen in Nederland.
Sinds de Reformatie in 1580 is de Cunerakerk in gebruik als Nederlandse Hervormde Kerk. De relieken van Cunera raakten verspreid.
De Cunerakerk heeft nogal wat rampspoed te verduren gekregen. In 1897 brandde de toren uit, waarna een algehele restauratie op gang kwam. De toren kreeg toen een gewijzigde bekroning van Pierre Cuypers. Tijdens een volgende restauratie ging in 1934 het dak van de kerk in vlammen op. Terwijl men bezig was de schade te herstellen stortte een deel van het gewelf in. Vervolgens werden zowel de kerk als de toren in 1940 en opnieuw in 1945 door oorlogsgeweld zeer zwaar beschadigd. Ook dat is vervolgens gerepareerd, maar met zulk ondeugdelijk materiaal, dat de toren vanaf 1968 opnieuw in de steigers moest staan.

## Interieur
Bijzonder in het interieur is het fraaie doksaal in renaissancestijl van rond 1550. Het is een van de weinige bewaard gebleven doksalen in Nederland. Het is versierd met allegorische voorstellingen van de drie hoofddeugden geloof, hoop en liefde. Een deel van het figuratieve beeldhouwwerk is verdwenen.
In het koor bevinden zich gesneden koorbanken uit 1570.

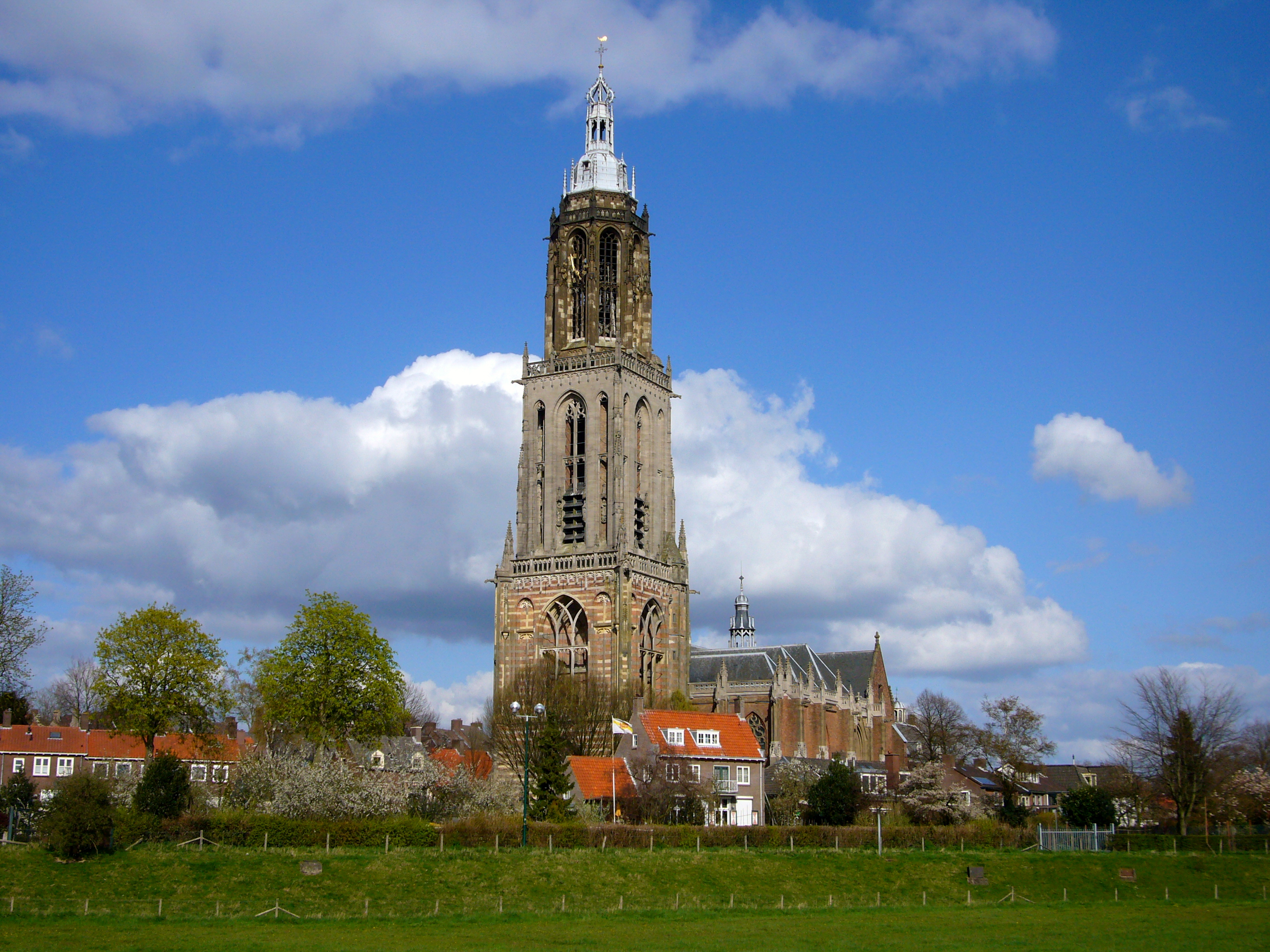
Kerk en toren
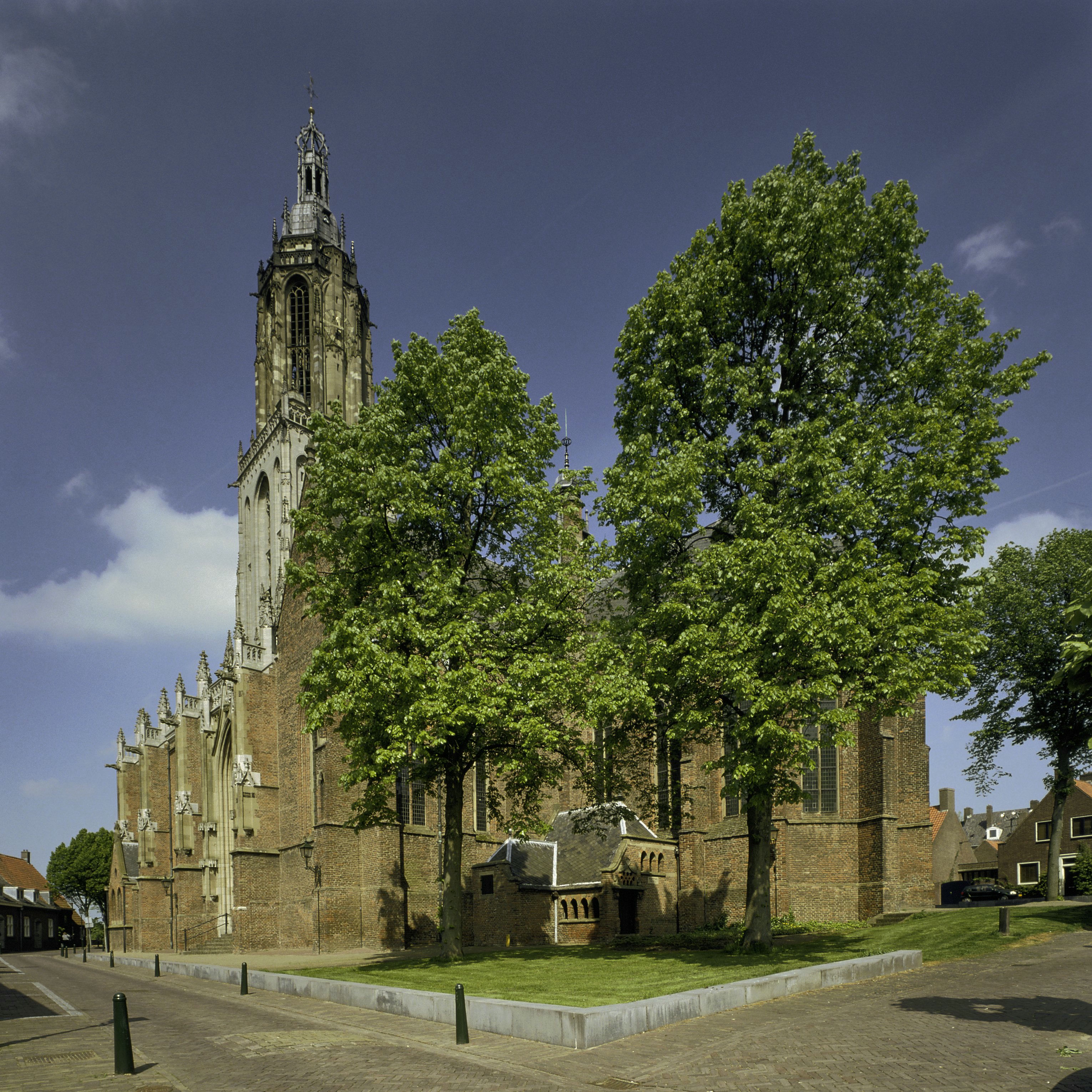
Close-up van de zuidoostgevel
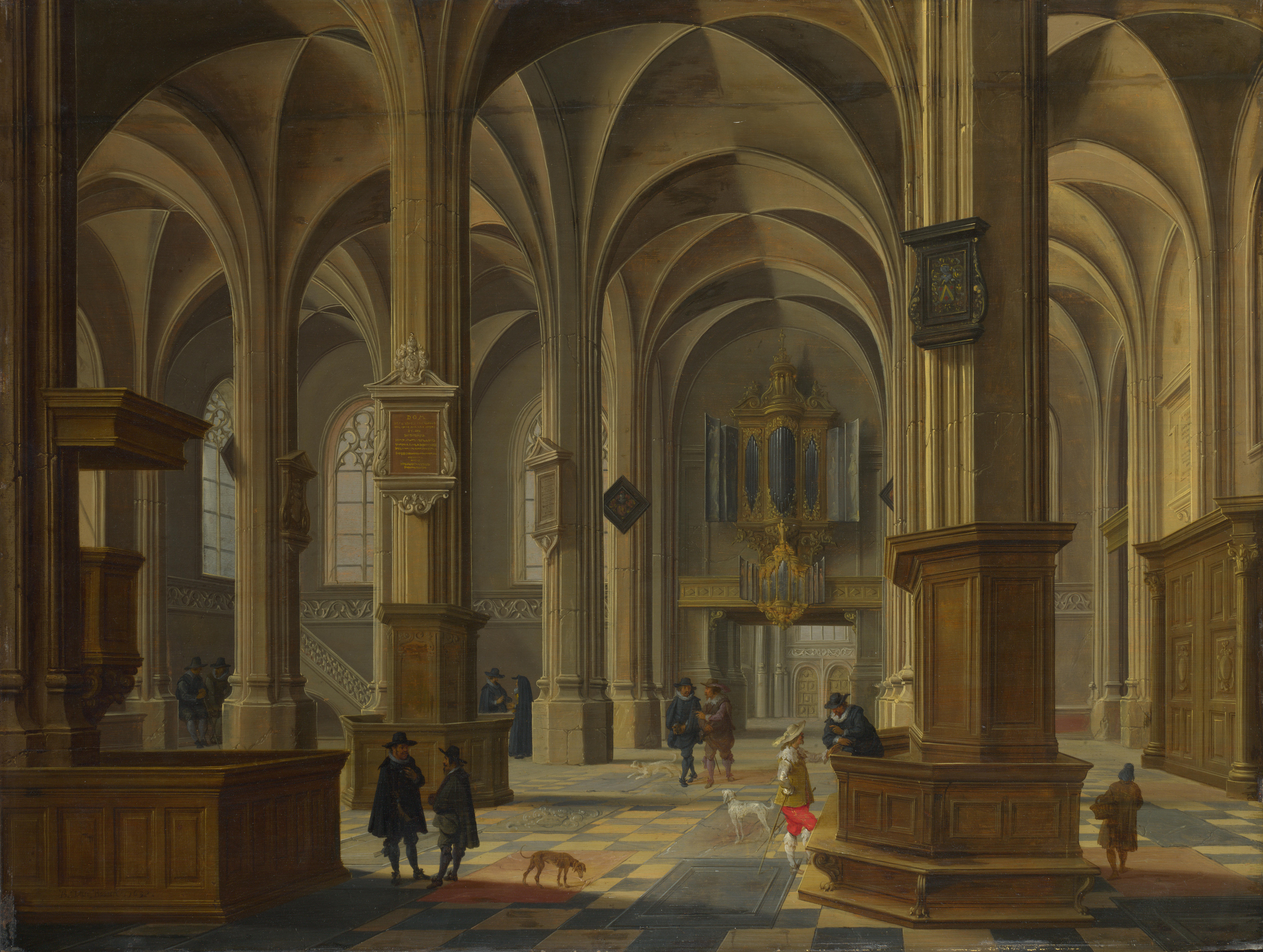
Het interieur van de Cunerakerk geschilderd door Bartholomeus van Bassen, 1638, olieverf op paneel
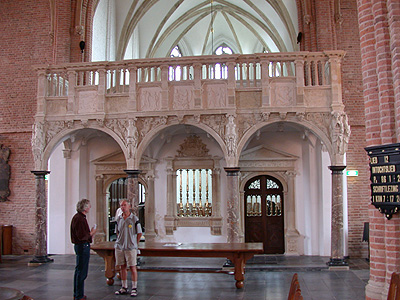
Het doksaal in de Cunerakerk